# 시치조역
시치조역(일본어: 七条駅)은 일본 교토부 교토시 히가시야마구에 위치한 게이한 전기철도 게이한 본선의 역이다. 역 번호는 KH37이다.

## 역사
- 1913년 4월 27일: 영업 개시.

## 역 구조
상대식 승강장 2면 2선의 지하역이다. 기요미즈고조 역 방향으로 비상용 선이 설치되어 있지만, 이 건늠선은 지상역 시절에도 설치되었던 것이다.

### 승강장
| 번호 | 노선          | 방향 | 행선                                                         |
| ---- | ------------- | ---- | ------------------------------------------------------------ |
| 1    | ■ 게이한 본선 | 상행 | 산조・데마치야나기 방면                                      |
| 2    | ■ 게이한 본선 | 하행 | 주쇼지마・히라카타시・교바시・요도야바시・나카노시마 선 방면 |

※ 두 승강장의 유효 길이는 8량이다.

## 이용 현황
| 연도   | 하차 인원 | 승차 인원 |
| ------ | --------- | --------- |
| 2008년 | 14,596    | 7,310     |
| 2009년 | 14,356    | 7,038     |
| 2010년 | 14,348    | 7,173     |
| 2011년 | 14,822    | 7,172     |
| 2012년 | 14,001    | 6,948     |
| 2013년 | 13,353    | 6,868     |
| 2014년 | 18,931    | 9,553     |
| 2015년 | 17,816    | 8,858     |

## 역 주변
역은 가와바타도리와 나나조도리와의 교차점의 지하에 있다. 역의 바로 서쪽에는 가모가와강이 흐르고, 시치조 대교가 있다. 서일본여객철도(JR 서일본)와는 이웃의 도후쿠지역이 환승역이지만 당역과 교토역과는 약 1.2km의 위치에 있고, 도보 거리로 약 20분 거리이다.
- 교토 국립박물관
- 도요쿠니 신사
- 호코지
- 귀무덤
- 산주산칸도
- 요겐인 절
- 지샤쿠인
- 호주지도노
  - 고시라카와 천황 능묘
- 묘호인몬젠키
- 교토 여자 대학・교토 여자 중・고등학교
- 하얏트 리젠시 교토
- 교토 다이부쓰마에 우체국
- 모토마치관 - 독립 영화관. 성인 영화를 상영한다.
- 마쓰메이도노이나리 신사
- 와타루 성원
- 히가시혼간지
- 교토역
- 야나기하라 은행 기념 자료관
- 교토 시치조요네하마 우체국
- 교토 시오코지 우체국

## 사진

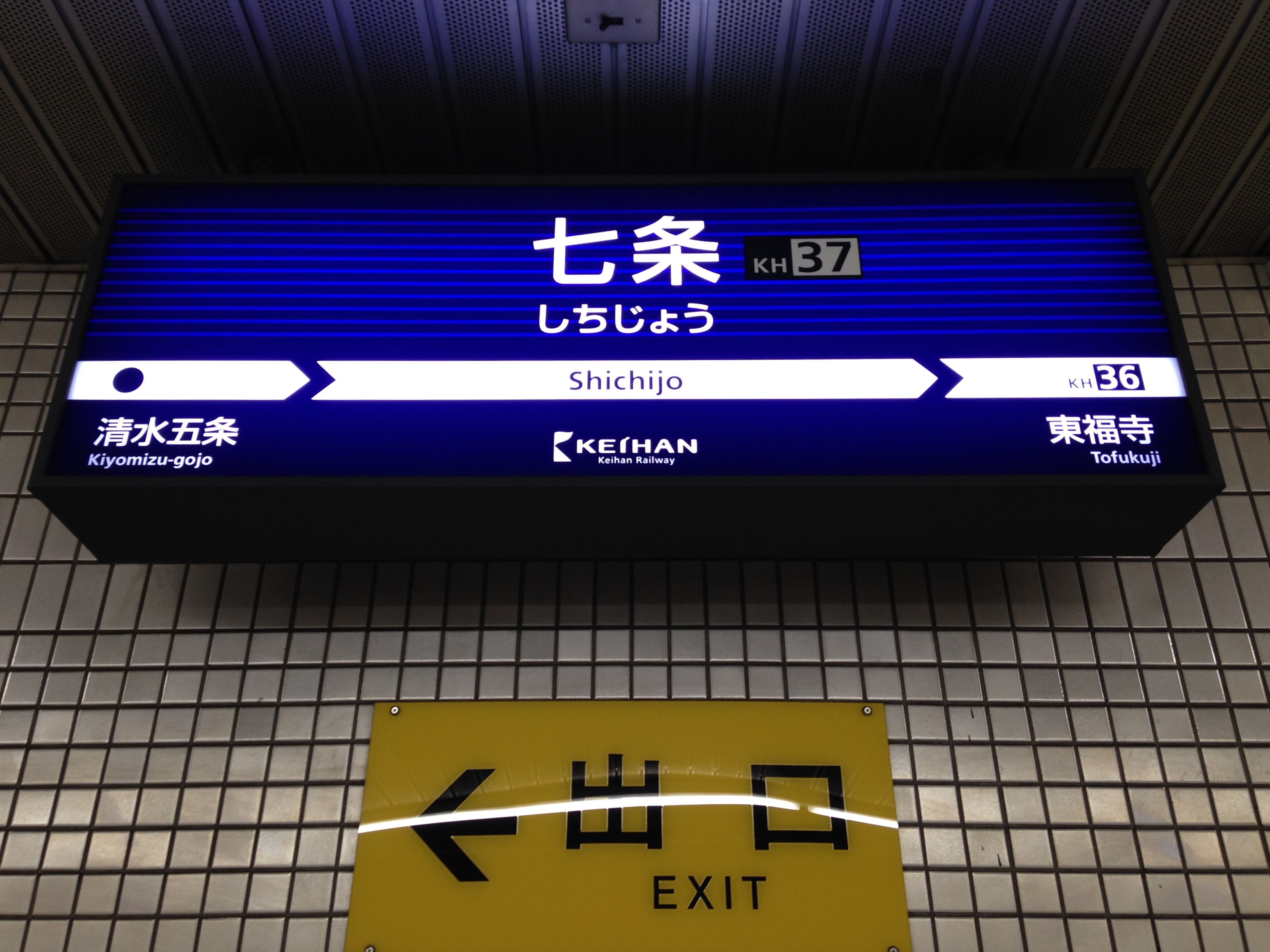
역명판

## 인접역
| 게이한 전기철도 ■ 게이한 본선     | 게이한 전기철도 ■ 게이한 본선                   | 게이한 전기철도 ■ 게이한 본선       |
| --------------------------------- | ----------------------------------------------- | ----------------------------------- |
| KH04 교바시 요도야바시 방면       | ■ 쾌속특급                                      | 기온시조 KH39 데마치야나기 방면     |
| KH30 단바바시 요도야바시 방면     | ■ 특급 ■ 통근 쾌속 (평일 하행 운전) ■ 쾌속 급행 | 기온시조 KH39 데마치야나기 방면     |
| KH34 후시미이나리 요도야바시 방면 | ■ 급행                                          | 기요미즈고조 KH38 데마치야나기 방면 |
| KH36 도후쿠지 요도야바시 방면     | ■ 통근 준특급 (평일 하행 운전) ■ 준특급 ■ 보통  | 기요미즈고조 KH38 데마치야나기 방면 |